# Beach volley ai Giochi della XXXII Olimpiade - Torneo femminile
Il torneo femminile di beach volley dei Giochi della XXXII Olimpiade si è svolto a Tokyo presso il Parco Shiokaze dal 24 luglio al 6 agosto 2021 impegnando 24 coppie di atleti in rappresentanza di 17 nazioni.

## Qualificati
Ogni comitato olimpico nazionale può far partecipare fino a due squadre per torneo.
| Competizione                             | Data                    | Sede                      | Posti | Qualificati |
| ---------------------------------------- | ----------------------- | ------------------------- | ----- | --- |
| Nazione ospitante                        | N.D.                    | N.D.                      | 1     | Giappone |
| Campionati mondiali di beach volley 2019 | 28 giugno-7 luglio 2019 | Germania, Amburgo         | 1     | Canada |
| Torneo di qualificazione olimpica        | 18-22 settembre 2019    | Cina, Haiyang             | 2     | Lettonia Spagna                                                                                                   |
| Classifica mondiale FIVB                 | 13 giugno 2021          | Svizzera, Losanna         | 15    | Stati Uniti Brasile Australia Stati Uniti Svizzera ROC Canada Paesi Bassi Svizzera Cina Rep. Ceca Germania Italia |
| Coppa europea 2018-2020                  | 23-26 giugno 2021       | Paesi Bassi, L'Aia        | 1     | Paesi Bassi |
| Coppa asiatica e oceanica 2018-2020      | 25-27 giugno 2021       | Thailandia, Nakhon Pathom | 1     | Cina |
| Coppa africa 2018-2020                   | 25-27 giugno 2021       | Marocco, Agadir           | 1     | Kenya |
| Coppa nordamericana 2018-2020            | 25-27 giugno 2021       | Messico, Colima           | 1     | Cuba |
| Coppa sudamericana femminile 2018-2020   | 26-27 giugno 2021       | Paraguay, Asunción        | 1     | Argentina |
| Totale                                   | Totale                  | Totale                    | 24    | |

## Risultati

### Primo Turno

#### Gruppo A
| posiz | squadra                           | G | V | P | Sv | Sp | Pf  | Ps  | Pts |
| ----- | --------------------------------- | - | - | - | -- | -- | --- | --- | --- |
| 1     | Pavan - Humana-Paredes (Canada)   | 3 | 3 | 0 | 6  | 0  | 129 | 96  | 6   |
| 2     | Heidrich - Vergé-Dépré (Svizzera) | 3 | 2 | 1 | 4  | 3  | 135 | 120 | 5   |
| 3     | Stam - Schoon (Paesi Bassi)       | 3 | 1 | 2 | 2  | 4  | 113 | 123 | 4   |
| 4     | Sude - Borger (Germania)          | 3 | 0 | 3 | 1  | 6  | 106 | 144 | 3   |

| 24/07/2021 | 12:00 | Pavan - Humana-Paredes | 2-0 | Stam - Schoon          | 21-16 | 21-14 | -    | Parco Shiokaze |
| 24/07/2021 | 17:00 | Heidrich - Vergé-Dépré | 2-1 | Sude - Borger          | 21-8  | 21-23 | 15-6 | Parco Shiokaze |
| 26/07/2021 | 12:00 | Pavan - Humana-Paredes | 2-0 | Sude - Borger          | 21-17 | 21-14 | -    | Parco Shiokaze |
| 26/07/2021 | 21:00 | Heidrich - Vergé-Dépré | 2-0 | Stam - Schoon          | 22-20 | 21-18 | -    | Parco Shiokaze |
| 29/07/2021 | 10:00 | Pavan - Humana-Paredes | 2-0 | Heidrich - Vergé-Dépré | 21-13 | 24-22 | -    | Parco Shiokaze |
| 29/07/2021 | 15:00 | Sude - Borger          | 0-2 | Stam - Schoon          | 22-24 | 16-21 | -    | Parco Shiokaze |

#### Gruppo B
| posiz | squadra                          | G | W | P | Sv | Sp | Pf  | Ps  | Pts |
| ----- | -------------------------------- | - | - | - | -- | -- | --- | --- | --- |
| 1     | Klineman - Ross (USA)            | 3 | 3 | 0 | 6  | 1  | 140 | 109 | 6   |
| 2     | Chen - Wang X (Cina)             | 3 | 2 | 1 | 4  | 3  | 143 | 128 | 5   |
| 3     | Liliana - Elsa (Spagna)          | 3 | 1 | 2 | 2  | 5  | 107 | 137 | 4   |
| 4     | Keizer - Meppelink (Paesi Bassi) | 3 | 0 | 3 | 3  | 6  | 160 | 176 | 3   |

| 25/07/2021 | 09:00 | Klineman - Ross    | 2-0 | Chen - Wang X      | 21-17 | 21-19 | -     | Parco Shiokaze |
| 25/07/2021 | 21:00 | Keizer - Meppelink | 1-2 | Liliana - Elsa     | 21-19 | 18-21 | 14-15 | Parco Shiokaze |
| 27/07/2021 | 09:00 | Klineman - Ross    | 2-0 | Liliana - Elsa     | 21-13 | 21-16 | -     | Parco Shiokaze |
| 27/07/2021 | 16:00 | Keizer - Meppelink | 1-2 | Chen - Wang X      | 21-19 | 29-31 | 13-15 | Parco Shiokaze |
| 30/07/2021 | 09:00 | Klineman - Ross    | 2-1 | Keizer - Meppelink | 20-22 | 21-17 | 15-5  | Parco Shiokaze |
| 30/07/2021 | 17:00 | Liliana - Elsa     | 0-2 | Chen - Wang X      | 13-21 | 10-21 | -     | Parco Shiokaze |

#### Gruppo C
| posiz | squadra                      | G | W | P | Sv | Sp | Pf  | Ps  | Pts |
| ----- | ---------------------------- | - | - | - | -- | -- | --- | --- | --- |
| 1     | Wang F - Xia (Cina)          | 3 | 3 | 0 | 6  | 1  | 138 | 106 | 6   |
| 2     | Ágatha-Duda (Brasile)        | 3 | 2 | 1 | 4  | 2  | 116 | 108 | 5   |
| 3     | Bansley - Wilkerson (Canada) | 3 | 1 | 2 | 3  | 4  | 126 | 128 | 4   |
| 4     | Gallay - Pereyra (Argentina) | 3 | 0 | 3 | 0  | 6  | 89  | 127 | 3   |

| 24/07/2021 | 11:00 | Ágatha-Duda         | 2-0 | Gallay - Pereyra    | 21-19 | 21-11 | -     | Parco Shiokaze |
| 24/07/2021 | 20:00 | Bansley - Wilkerson | 1-2 | Wang F - Xia        | 21-18 | 15-21 | 11-15 | Parco Shiokaze |
| 27/07/2021 | 11:00 | Bansley - Wilkerson | 2-0 | Gallay - Pereyra    | 22-20 | 21-12 | -     | Parco Shiokaze |
| 27/07/2021 | 22:00 | Ágatha-Duda         | 0-2 | Wang F - Xia        | 18-21 | 14-21 | -     | Parco Shiokaze |
| 29/07/2021 | 20:00 | Wang F - Xia        | 2-0 | Gallay - Pereyra    | 21-14 | 21-13 | -     | Parco Shiokaze |
| 29/07/2021 | 21:00 | Ágatha-Duda         | 2-0 | Bansley - Wilkerson | 21-18 | 21-18 | -     | Parco Shiokaze |

#### Gruppo D
| posiz | squadra                          | G | W | P | Sv | Sp | Pf  | Ps  | Pts |
| ----- | -------------------------------- | - | - | - | -- | -- | --- | --- | --- |
| 1     | Claes – Sponcil (USA)            | 3 | 3 | 0 | 6  | 2  | 147 | 110 | 6   |
| 2     | Kravčenoka - Graudiņa (Lettonia) | 3 | 2 | 1 | 5  | 3  | 135 | 120 | 5   |
| 3     | Ana Patrícia – Rebecca (Brasile) | 3 | 1 | 2 | 4  | 4  | 141 | 125 | 4   |
| 4     | Makokha – Khadambi (Kenya)       | 3 | 0 | 3 | 0  | 6  | 58  | 126 | 3   |

| 26/07/2021 | 09:00 | Claes – Sponcil        | 2-1 | Kravčenoka - Graudiņa | 21-13 | 16-21 | 15-11 | Parco Shiokaze |
| 26/07/2021 | 11:00 | Ana Patrícia – Rebecca | 2-0 | Makokha – Khadambi    | 21-15 | 21-9  | -     | Parco Shiokaze |
| 28/07/2021 | 11:00 | Ana Patrícia – Rebecca | 1-2 | Kravčenoka - Graudiņa | 15-21 | 21-12 | 12-15 | Parco Shiokaze |
| 29/07/2021 | 09:00 | Claes – Sponcil        | 2-0 | Makokha – Khadambi    | 21-8  | 21-6  | -     | Parco Shiokaze |
| 31/07/2021 | 09:00 | Ana Patrícia – Rebecca | 1-2 | Claes – Sponcil       | 21-17 | 19-21 | 11-15 | Parco Shiokaze |
| 31/07/2021 | 10:00 | Kravčenoka - Graudiņa  | 2-0 | Makokha – Khadambi    | 21-6  | 21-14 | -     | Parco Shiokaze |

#### Gruppo E
| posiz | squadra                                | G | W | P | Sv | Sp | Pf  | Ps  | Pts |
| ----- | -------------------------------------- | - | - | - | -- | -- | --- | --- | --- |
| 1     | Makroguzova – Kholomina (ROC)          | 3 | 3 | 0 | 6  | 1  | 135 | 101 | 6   |
| 2     | Artacho del Solar – Clancy (Australia) | 3 | 2 | 1 | 5  | 2  | 126 | 119 | 5   |
| 3     | Lidy – Leila (Cuba)                    | 3 | 1 | 2 | 2  | 4  | 98  | 116 | 4   |
| 4     | Menegatti – Orsi Toth (Italia)         | 3 | 0 | 3 | 0  | 6  | 104 | 127 | 3   |

| 25/07/2021 | 12:00 | Artacho del Solar – Clancy | 2-0 | Lidy – Leila            | 21-15 | 21-14 | -     | Parco Shiokaze |
| 25/07/2021 | 15:00 | Makroguzova – Kholomina    | 2-0 | Menegatti – Orsi Toth   | 21-18 | 21-15 | -     | Parco Shiokaze |
| 28/07/2021 | 16:00 | Makroguzova – Kholomina    | 2-0 | Lidy – Leila            | 21-16 | 21-11 | -     | Parco Shiokaze |
| 28/07/2021 | 21:00 | Artacho del Solar – Clancy | 2-0 | Menegatti – Orsi Toth   | 22-20 | 21-19 | -     | Parco Shiokaze |
| 30/07/2021 | 15:00 | Artacho del Solar – Clancy | 1-2 | Makroguzova – Kholomina | 8-21  | 21-15 | 12-15 | Parco Shiokaze |
| 30/07/2021 | 20:00 | Menegatti – Orsi Toth      | 0-2 | Lidy – Leila            | 16-21 | 16-21 | -     | Parco Shiokaze |

#### Gruppo F
| posiz | squadra                          | G | W | P | Sv | Sp | Pf  | Ps  | Pts |
| ----- | -------------------------------- | - | - | - | -- | -- | --- | --- | --- |
| 1     | Hüberli – Betschart (Svizzera)   | 3 | 3 | 0 | 6  | 2  | 111 | 111 | 6   |
| 2     | Ludwig – Kozuch (Germania)       | 3 | 2 | 1 | 5  | 2  | 102 | 98  | 5   |
| 3     | Ishii – Murakami (Giappone)      | 3 | 1 | 2 | 3  | 4  | 89  | 93  | 4   |
| 4     | Hermannová – Sluková (Rep. Ceca) | 3 | 0 | 3 | 0  | 0  | 0   | 0   | 3   |

La Rep. Ceca, causa le regole Covid-19, non ha potuto disputare nessuna partita.
| 24/07/2021 | 09:00 | Ishii – Murakami    | 2-0 | Hermannová – Sluková | DNS   | -     | -     | Parco Shiokaze |
| 24/07/2021 | 15:00 | Hüberli – Betschart | 2-1 | Ludwig – Kozuch      | 23-25 | 22-20 | 16-14 | Parco Shiokaze |
| 26/07/2021 | 16:00 | Hüberli – Betschart | 2-0 | Hermannová – Sluková | DNS   | -     | -     | Parco Shiokaze |
| 26/07/2021 | 20:00 | Ishii – Murakami    | 0-2 | Ludwig – Kozuch      | 17-21 | 20-22 | -     | Parco Shiokaze |
| 28/07/2021 | 10:00 | Ishii – Murakami    | 1-2 | Hüberli – Betschart  | 21-14 | 19-21 | 12-15 | Parco Shiokaze |
| 28/07/2021 | 15:00 | Ludwig – Kozuch     | 2-0 | Hermannová – Sluková | DNS   | -     | -     | Parco Shiokaze |

### Classifica delle terze
| Pos. | Coppie                           | Pt | G | V | P | Sv | Sp | Sr    | Pv  | Pp  | Pr    |
| ---- | -------------------------------- | -- | - | - | - | -- | -- | ----- | --- | --- | ----- |
| 1    | Ana Patrícia – Rebecca (Brasile) | 4  | 3 | 1 | 2 | 4  | 4  | 1.000 | 141 | 125 | 1.128 |
| 2    | Bansley - Wilkerson (Canada)     | 4  | 3 | 1 | 2 | 3  | 4  | 0.750 | 126 | 128 | 0.984 |
| 3    | Ishii – Murakami (Giappone)      | 4  | 3 | 1 | 2 | 3  | 4  | 0.750 | 89  | 93  | 0.957 |
| 4    | Stam - Schoon (Paesi Bassi)      | 4  | 3 | 1 | 2 | 2  | 4  | 0.500 | 113 | 123 | 0.919 |
| 5    | Lidy – Leila (Cuba)              | 4  | 3 | 1 | 2 | 2  | 4  | 0.500 | 98  | 116 | 0.845 |
| 6    | Liliana - Elsa (Spagna)          | 4  | 3 | 1 | 2 | 2  | 5  | 0.400 | 107 | 137 | 0.781 |

#### Spareggi
| Tokyo 31 luglio 2021, ore 17:00 | Ishii – Murakami                     | 0 – 2 (15–21; 10–21) referto | Liliana - Elsa | Parco Shiokaze\| Arbitri: \| Charalampos Papadogoulas Brig Beatie \| |
| Arbitri:                        | Charalampos Papadogoulas Brig Beatie |                              |                |                                                                      |

| Tokyo 31 luglio 2021, ore 20:00 | Stam - Schoon                   | 0 – 2 (17–21; 17–21) referto | Lidy – Leila | Parco Shiokaze\| Arbitri: \| Roman Pristovakin Giovanni Bake \| |
| Arbitri:                        | Roman Pristovakin Giovanni Bake |                              |              |                                                                 |

## Fase ad eliminazione diretta
|  | Ottavi di finale           | Ottavi di finale           |                            |   | Quarti di finale          | Quarti di finale          |  |  | Semifinali | Semifinali |  |  | Finale | Finale |
|  |                            |                            |                            |   |                           |                           |  |  |            |            |  |  |        |        |
|  |                            |                            |                            |   |                           |                           |  |  |            |            |  |  |        |        |
|  |                            |                            |                            |   |                           |                           |  |  |            |            |  |  |        |        |
|  | Pavan - Humana-Paredes     | 2                          |                            |   |                           |                           |  |  |            |            |  |  |        |        |
|  | Pavan - Humana-Paredes     | 2                          |                            |   |                           |                           |  |  |            |            |  |  |        |        |
|  | Liliana - Elsa             | 0                          |                            |   |                           |                           |  |  |            |            |  |  |        |        |
|  | Liliana - Elsa             | 0                          | Pavan - Humana-Paredes     | 1 |                           |                           |  |  |            |            |  |  |        |        |
|  |                            |                            | Pavan - Humana-Paredes     | 1 |                           |                           |  |  |            |            |  |  |        |        |
|  |                            | Artacho del Solar – Clancy | 2                          |   |                           |                           |  |  |            |            |  |  |        |        |
|  | Artacho del Solar – Clancy | Artacho del Solar – Clancy | 2                          | 2 |                           |                           |  |  |            |            |  |  |        |        |
|  | Artacho del Solar – Clancy |                            |                            | 2 |                           |                           |  |  |            |            |  |  |        |        |
|  | Chen - Wang X              | 0                          |                            |   |                           |                           |  |  |            |            |  |  |        |        |
|  | Chen - Wang X              | 0                          | Artacho del Solar – Clancy | 2 |                           |                           |  |  |            |            |  |  |        |        |
|  |                            |                            | Artacho del Solar – Clancy | 2 |                           |                           |  |  |            |            |  |  |        |        |
|  |                            | Kravčenoka - Graudiņa      | 0                          |   |                           |                           |  |  |            |            |  |  |        |        |
|  | Makroguzova – Kholomina    | Kravčenoka - Graudiņa      | 0                          | 1 |                           |                           |  |  |            |            |  |  |        |        |
|  | Makroguzova – Kholomina    |                            |                            | 1 |                           |                           |  |  |            |            |  |  |        |        |
|  | Kravčenoka - Graudiņa      | 2                          |                            |   |                           |                           |  |  |            |            |  |  |        |        |
|  | Kravčenoka - Graudiņa      | 2                          | Kravčenoka - Graudiņa      | 2 |                           |                           |  |  |            |            |  |  |        |        |
|  |                            |                            | Kravčenoka - Graudiņa      | 2 |                           |                           |  |  |            |            |  |  |        |        |
|  |                            | Bansley - Wilkerson        | 1                          |   |                           |                           |  |  |            |            |  |  |        |        |
|  | Bansley - Wilkerson        | Bansley - Wilkerson        | 1                          | 2 |                           |                           |  |  |            |            |  |  |        |        |
|  | Bansley - Wilkerson        |                            |                            | 2 |                           |                           |  |  |            |            |  |  |        |        |
|  | Claes – Sponcil            | 1                          |                            |   |                           |                           |  |  |            |            |  |  |        |        |
|  | Claes – Sponcil            | 1                          | Artacho del Solar – Clancy | 0 |                           |                           |  |  |            |            |  |  |        |        |
|  |                            |                            | Artacho del Solar – Clancy | 0 |                           |                           |  |  |            |            |  |  |        |        |
|  |                            | Klineman - Ross            | 2                          |   |                           |                           |  |  |            |            |  |  |        |        |
|  | Wang F - Xia               | Klineman - Ross            | 2                          | 0 |                           |                           |  |  |            |            |  |  |        |        |
|  | Wang F - Xia               |                            |                            | 0 |                           |                           |  |  |            |            |  |  |        |        |
|  | Ana Patrícia – Rebecca     | 2                          |                            |   |                           |                           |  |  |            |            |  |  |        |        |
|  | Ana Patrícia – Rebecca     | 2                          | Ana Patrícia – Rebecca     | 1 |                           |                           |  |  |            |            |  |  |        |        |
|  |                            |                            | Ana Patrícia – Rebecca     | 1 |                           |                           |  |  |            |            |  |  |        |        |
|  |                            | Heidrich - Vergé-Dépré     | 2                          |   |                           |                           |  |  |            |            |  |  |        |        |
|  | Heidrich - Vergé-Dépré     | Heidrich - Vergé-Dépré     | 2                          | 2 |                           |                           |  |  |            |            |  |  |        |        |
|  | Heidrich - Vergé-Dépré     |                            |                            | 2 |                           |                           |  |  |            |            |  |  |        |        |
|  | Hüberli – Betschart        | 1                          |                            |   |                           |                           |  |  |            |            |  |  |        |        |
|  | Hüberli – Betschart        | 1                          | Heidrich - Vergé-Dépré     | 0 |                           |                           |  |  |            |            |  |  |        |        |
|  |                            |                            | Heidrich - Vergé-Dépré     | 0 |                           |                           |  |  |            |            |  |  |        |        |
|  |                            | Klineman - Ross            | 2                          |   | Finale per il terzo posto | Finale per il terzo posto |  |  |            |            |  |  |        |        |
|  | Ludwig – Kozuch            | Klineman - Ross            | 2                          | 2 | Finale per il terzo posto | Finale per il terzo posto |  |  |            |            |  |  |        |        |
|  | Ludwig – Kozuch            |                            |                            | 2 |                           |                           |  |  |            |            |  |  |        |        |
|  | Ágatha - Duda              | 1                          |                            |   |                           |                           |  |  |            |            |  |  |        |        |
|  | Ágatha - Duda              | 1                          | Ludwig – Kozuch            | 0 | Kravčenoka - Graudiņa     | 0                         |  |  |            |            |  |  |        |        |
|  |                            |                            | Ludwig – Kozuch            | 0 | Kravčenoka - Graudiņa     | 0                         |  |  |            |            |  |  |        |        |
|  |                            | Klineman - Ross            | 2                          |   | Heidrich - Vergé-Dépré    | 2                         |  |  |            |            |  |  |        |        |
|  | Lidy – Leila               | Klineman - Ross            | 2                          | 0 | Heidrich - Vergé-Dépré    | 2                         |  |  |            |            |  |  |        |        |
|  | Lidy – Leila               |                            |                            | 0 |                           |                           |  |  |            |            |  |  |        |        |
|  | Klineman - Ross            | 2                          |                            |   |                           |                           |  |  |            |            |  |  |        |        |
|  | Klineman - Ross            | 2                          |                            |   |                           |                           |  |  |            |            |  |  |        |        |

### Ottavi di finale
| Tokyo 1 agosto 2021, ore 9:00 | Bansley - Wilkerson               | 2 – 1 (22–24; 21–18; 15–13) referto | Claes – Sponcil | Parco Shiokaze\| Arbitri: \| Agnieszka Myszkowska Rui Carvalho \| |
| Arbitri:                      | Agnieszka Myszkowska Rui Carvalho |                                     |                 |                                                                   |

| Tokyo 1 agosto 2021, ore 10:00 | Wang F - Xia                                             | 0 – 2 (14–21; 21–23) referto | Ana Patrícia – Rebecca | Parco Shiokaze\| Arbitri: \| Jose Maria Padron Hernandez Juan Carlos Saavedra Caceres \| |
| Arbitri:                       | Jose Maria Padron Hernandez Juan Carlos Saavedra Caceres |                              |                        |                                                                                          |

| Tokyo 1 agosto 2021, ore 14:00 | Makroguzova – Kholomina       | 1 – 2 (21–16; 17–21; 13–15) referto | Kravčenoka - Graudiņa | Parco Shiokaze\| Arbitri: \| Wang Lijun Davide Crescentini \| |
| Arbitri:                       | Wang Lijun Davide Crescentini |                                     |                       |                                                               |

| Tokyo 1 agosto 2021, ore 17:00 | Ludwig – Kozuch                               | 2 – 1 (21–19; 19–21; 16–14) referto | Ágatha - Duda | Parco Shiokaze\| Arbitri: \| Charalampos Papadogoulas Agnieszka Myszkowska \| |
| Arbitri:                       | Charalampos Papadogoulas Agnieszka Myszkowska |                                     |               |                                                                               |

| Tokyo 1 agosto 2021, ore 18:00 | Heidrich - Vergé-Dépré    | 2 – 1 (21–12; 19–21; 23–21) referto | Hüberli – Betschart | Parco Shiokaze\| Arbitri: \| Mariko Satomi Brig Beatie \| |
| Arbitri:                       | Mariko Satomi Brig Beatie |                                     |                     |                                                           |

| Tokyo 1 agosto 2021, ore 21:00 | Artacho del Solar – Clancy      | 2 – 0 (22–20; 21–13) referto | Chen - Wang X | Parco Shiokaze\| Arbitri: \| Roman Pristovakin Giovanni Bake \| |
| Arbitri:                       | Roman Pristovakin Giovanni Bake |                              |               |                                                                 |

| Tokyo 2 agosto 2021, ore 9:00 | Lidy – Leila               | 0 – 2 (17–21; 15–21) referto | Klineman - Ross | Parco Shiokaze\| Arbitri: \| Rui Carvalho Mariko Satomi \| |
| Arbitri:                      | Rui Carvalho Mariko Satomi |                              |                 |                                                            |

| Tokyo 2 agosto 2021, ore 10:00 | Pavan - Humana-Paredes                            | 2 – 0 (21–13; 21–13) referto | Liliana - Elsa | Parco Shiokaze\| Arbitri: \| Juan Carlos Saavedra Caceres Myszkowska Agnieszka \| |
| Arbitri:                       | Juan Carlos Saavedra Caceres Myszkowska Agnieszka |                              |                |                                                                                   |

### Quarti di finale
| Tokyo 3 agosto 2021, ore : 22.00 | Pavan - Humana-Paredes                 | 1 – 2 (15–21 ; 21–19 ; 12–15) referto | Artacho del Solar – Clancy | Parco Shiokaze\| Arbitri: \| Jose Maria Padron Hernandez Wang Lijun \| |
| Arbitri:                         | Jose Maria Padron Hernandez Wang Lijun |                                       |                            |                                                                        |

| Tokyo 3 agosto 2021, ore : 21.00 | Kravčenoka - Graudiņa              | 2 – 1 (21–13; 18–21; 15–11) referto | Bansley - Wilkerson | Parco Shiokaze\| Arbitri: \| Davide Crescentini Osvaldo Sumavil \| |
| Arbitri:                         | Davide Crescentini Osvaldo Sumavil |                                     |                     |                                                                    |

| Tokyo 4 agosto 2021, ore : 10.00 | Ana Patrícia – Rebecca           | 1 – 2 (19–21; 21–18; 12–15) referto | Heidrich - Vergé-Dépré | Parco Shiokaze\| Arbitri: \| Myszkowska Agnieszka Brig Beatie \| |
| Arbitri:                         | Myszkowska Agnieszka Brig Beatie |                                     |                        |                                                                  |

| Tokyo 4 agosto 2021, ore : 9.00 | Ludwig – Kozuch                                       | 0 – 2 (19–21; 19–21) referto | Klineman - Ross | Parco Shiokaze\| Arbitri: \| Juan Carlos Saavedra Caceres Charalampos Papadogoulas \| |
| Arbitri:                        | Juan Carlos Saavedra Caceres Charalampos Papadogoulas |                              |                 |                                                                                       |

### Semifinali
| Tokyo 5 agosto 2021, ore : 10.00 | Artacho del Solar – Clancy                 | 2 – 0 (23–21; 21–13) referto | Kravčenoka - Graudiņa | Parco Shiokaze\| Arbitri: \| Juan Carlos Saavedra Caceres Giovanni Bake \| |
| Arbitri:                         | Juan Carlos Saavedra Caceres Giovanni Bake |                              |                       |                                                                            |

| Tokyo 5 agosto 2021, ore : 9.00 | Heidrich - Vergé-Dépré          | 0 – 2 (12–21 ; 11–21) referto | Klineman - Ross | Parco Shiokaze\| Arbitri: \| Roman Pristovakin Mariko Satomi \| |
| Arbitri:                        | Roman Pristovakin Mariko Satomi |                               |                 |                                                                 |

### Finale 3º posto
| Tokyo 6 agosto 2021, ore : 10.00 | Kravčenoka - Graudiņa      | 0 – 2 (19–21 ; 15–21) referto | Heidrich - Vergé-Dépré | Parco Shiokaze\| Arbitri: \| Rui Carvalho Mariko Satomi \| |
| Arbitri:                         | Rui Carvalho Mariko Satomi |                               |                        |                                                            |

### Finale
| Tokyo 6 agosto 2021, ore : 11.30 | Artacho del Solar – Clancy            | 0 – 2 (15–21; 16–21) referto | Klineman - Ross | Parco Shiokaze\| Arbitri: \| Mario Ferro Charalampos Pappadogoulas \| |
| Arbitri:                         | Mario Ferro Charalampos Pappadogoulas |                              |                 |                                                                       |

## Classifica finale
| Pos. | Coppie                                  | Nazione     |
| ---- | --------------------------------------- | ----------- |
|      | Klineman - Ross                         | Stati Uniti |
|      | Artacho del Solar – Clancy              | Australia   |
|      | Heidrich - Vergé-Dépré                  | Svizzera    |
| 4    | Kravčenoka - Graudiņa                   | Lettonia    |
| 5    | Ludwig – Kozuch                         | Germania    |
| 5    | Ana Patrícia – Rebecca                  | Brasile     |
| 5    | Bansley - Wilkerson                     | Canada      |
| 5    | Pavan - Humana-Paredes                  | Canada      |
| 9    | Claes – Sponcil                         | Stati Uniti |
| 9    | Wang F - Xia                            | Cina        |
| 9    | Makroguzova – Kholomina                 | ROC         |
| 9    | Ágatha - Duda                           | Brasile     |
| 9    | Hüberli – Betschart                     | Svizzera    |
| 9    | Chen - Wang X                           | Cina        |
| 9    | Lidy – Leila                            | Cuba        |
| 9    | Liliana - Elsa                          | Spagna      |
| 17   | Ishii – Murakami                        | Giappone    |
| 17   | Stam - Schoon                           | Paesi Bassi |
| 19   | Julia Sude - Karla Borger               | Germania    |
| 19   | Sanne Keizer - Madelein Meppelink       | Paesi Bassi |
| 19   | Ana Gallay - Fernanda Pereyra           | Argentina   |
| 19   | Gaudencia Makokha – Brackcides Khadambi | Kenya       |
| 19   | Marta Menegatti – Viktoria Orsi Toth    | Italia      |
| 19   | Barbora Hermannová – Markéta Sluková    | Rep. Ceca   |